# Дыроватый Камень (городской округ Нижний Тагил)
Дыроватый Камень — скала на реке Чусовой, геоморфологический, геологический, ботанический и археологический природный памятник. Расположен в муниципальном образовании «город Нижний Тагил» Свердловской области.

## Географическое положение
Скала Дыроватый Камень расположена в муниципальном образовании «город Нижний Тагил» Свердловской области, на левом берегу реки Чусовой, в 9 километрах ниже деревни Харёнки, в 5 км от посёлка Ёква.

## Описание
Камень высотой более 70 метров и длиной свыше 500 метров. Скала состоит из известняка. Возле скалы произрастают редкие виды растений, в том числе орхидные, а на самих скалах — горно-степная растительность, в том числе астрагал пермский. В скале расположены две пещеры: пещера Туристов (Дыроватая-1, Бычки) на высоте 35 метров с общей длиной 80 метров содержит 5 гротов, с берега к ней ведет тропа, и пещера Скалолазов (Дыроватая-2, Спелеологов) на высоте 20 метров с общей длиной 100 метров содержит 7 гротов. На скале имеется ряд останцов самой причудливой формы. Скала является геоморфологическим, геологическим, ботаническим и археологическим природным памятником с комплексом скальной флоры.

## История
В прошлом Дыроватый Камень был жертвенным местом, о чём сказано в работе И. Г. Георги в 1776 году, что подтвердили раскопки Н. А. Прокошева в пещере за 1932—1933 годы и за 1937 год, а также раскопки Ю. Б. Серикова у подножия камня за 1982—1983 годы, 1988 год, 1991—1993 годы. Были найдены остатки животных эпохи плейстоцена и наконечники стрелецкого типа (верхний палеолит). Камень был святилищем уже в мезолите (VIII—VI тыс. до н. э.), когда стал совершаться обряд стрельбы из лука в пещеру и к её подножию (наконечники стрел: вкладышевые, лезвия которых составлены из кремнёвых микропластин, на костяную основу часто наносился геометрический орнамент, в который втёрта охра; биконические; игловидные; гарпунные). Затем есть и стрелы эпохи неолит, энеолит, поздний бронзовый, ранний железный век (ананьинская культура, иткульская культура). Встречались и различные костяные, каменные, медные, бронзовые, железные наконечники стрел (средний век). У многих стрел сломано или смято остриё. Была найдена и иранская монета VI века, костяные и металлические подвески и пластинки, стеклянные бусы, гальки (снаряды для пращи), тысячи костей животных (по-видимому, куски жертвенного мяса, привязанные к стрелам и с ними попавшие в пещеру). Традиция стрельбы в пещеру осталась до XX века, так как найдены свинцовые дроби и пули. Количество находок в пещере — свыше 21 тысячи экземпляров.
Скала запечатлена на картине художника А. К. Денисова-Уральского «Камень Дыроватый».